# Гарибашево
Гарибашево (баш. Гәрәбаш) — деревня в Татышлинском районе Башкортостана, входит в состав Шулгановского сельсовета.

## Географическое положение
Расстояние до:
- районного центра (Верхние Татышлы): 47 км,
- центра сельсовета (Шулганово): 7 км,
- ближайшей ж/д станции (Куеда): 47 км.

## Население
| 2002 | 2009 | 2010 |
| ---- | ---- | ---- |
| 570  | ↘523 | ↘446 |

Национальный состав
Согласно переписи 2002 года, преобладающая национальность — башкиры (92 %).

## Религия
В деревне есть мечеть.

## Известные уроженцы
- Валеева, Фина Мансуровна (род. 8 января 1969) — актриса театра, Заслуженная артистка Республики Башкортостан (2003), Народная артистка Республики Башкортостан (2013)[5][6].